# رونالد جی. گاران، جونیور.
رونالد جی. گاران، جونیور. (به انگلیسی: Ronald J. Garan, Jr.) فضانورد اهل کشور ایالات متحده آمریکا است که در ۳۰ اکتبر ۱۹۶۱ میلادی در یانکرز زاده شد. وی در مأموریت اس‌تی‌اس-۱۲۴، سایوز تی‌ام‌ای-۲۱، اکسپدییشن ۲۷، اکسپدییشن ۲۸ حضور داشته است.